# Searching for a Pulse/The Worth of the World
Searching for a Pulse/The Worth of the World — сплит и мини-альбом американских постхардкор-групп Touché Amoré и La Dispute, выпущенный 27 июля 2010 года на лейбле No Sleep Records. Мини-альбом является первым сплитом для обеих групп и содержит четыре песни, по две на каждую группу. При этом вокалисты обеих групп, Джереми Болм из Touché Amoré и Джордан Дрейер из La Dispute, приняли участие во всех четырёх треках с альбома.

## Создание
Вокалист La Dispute Джордан Дрейер в интервью сайту Caught In the Crossfire комментирует, что группы тесно общались друг с другом ещё до записи альбома (Touché Amoré и La Dispute входят в объединение пост-хардкорных групп «Волна» (англ. The Wave)). Он пишет, что группы разделяют одни и те же принципы и используют одни и те же подходы при написании музыки, и потому был смысл сделать коллаборацию. Также он отмечает, что La Dispute старались обращать внимание на сильные стороны Touché Amoré и их тенденции при создании сплита для того, чтобы сделать запись более целостной, несмотря на то, что в ней участвовали две разные группы.

## Выпуск
Альбом был выпущен 27 июля 2010 года на виниловой пластинке, при покупке которой предоставлялась возможность бесплатно скачать треки. Изначально было выпущено 2000 копий альбома в трёх цветовых вариациях. Также 75 копий предполагалось выпустить специально для фестиваля Sound and Fury, на котором должны были выступить Touché Amoré, но фестиваль был отменён полицией из-за поднявшихся беспорядков. 14 сентября 2010 года альбом был выпущен в Великобритании и был моментально распродан, поэтому британский журнал Rock Sound начал стриминг альбома у себя на сайте. 48 копий альбома было выпущено специально для Дня музыкального магазина в 2012 году, и в итоге было продано 6148 копий альбома.

## Рецензии
Альбом получил положительные отзывы от критиков. Бен Паташник из Rock Sound назвал Touché Amoré и La Dispute «лучшими новыми хардкорными группами в мире» (англ. «two of the finest new hardcore bands in the world today») и приводит сплит как подтверждение этому факту. DR с сайта RockFreaks.net ставит альбому оценку 9/10, высоко оценивая тексты песен, а также указывая на взаимное влияние групп при написании композиций. Лучшим треком с альбома он называет «Why It Scares Me» и отмечает, что данным релизом группы показывают, почему слушателю необходимо ознакомиться с их творчеством. Sleekly Lion с сайта Caught In the Crossfire положительно отзывается об альбоме, говоря, что группы оправдывают высокие ожидания, возложенные на них, и называет сплит «одним из наиболее выделяющихся панк-релизов года» (англ. «one of the year’s standout punk releases»). Обозреватель Punknews.org Lysdexia ставит альбому 4.5 звёзд из 5, также высоко отмечая качество текстов и удачные коллаборации вокалистов обеих групп. По его словам, Searching for a Pulse/The Worth of the World — «одни из лучших десяти минут, которые можно было потратить в 2010 году» (англ. «The split <…> is likely one of the best 10 minutes you can spend listening to music this year»).

## Список композиций
| №                   | Название                                                   | Длительность |
| ------------------- | ---------------------------------------------------------- | ------------ |
| 1.                  | «I'll Get My Just Deserve» (Touché Amoré и Джордан Дрейер) | 1:34         |
| 2.                  | «I'll Deserve Just That» (Touché Amoré и Джордан Дрейер)   | 1:44         |
| 3.                  | «How I Feel» (La Dispute и Джереми Болм)                   | 2:04         |
| 4.                  | «Why It Scares Me» (La Dispute и Джереми Болм)             | 3:33         |
| Общая длительность: | Общая длительность:                                        | 8:55         |

## Участники записи
| - Джереми Болм — вокал - Тайлер Кирби — бас-гитара - Ник Стейнхардт — гитара - Клейтон Стивенс — гитара - Эллиот Бабин — ударные | - Джордан Дрейер — вокал, ударные, перкуссия - Чэд Стеринбург — гитара - Кевин Уайттемор — гитара - Адам Весс — бас-гитара - Бред Вандер Ладжт — ударные, клавишные, перкуссия |